# Marcos Falcon
Marcos Vieira de Souza (Rio de Janeiro, 11 de fevereiro de 1964 - Rio de Janeiro, 26 de setembro de 2016), mais conhecido como Marcos Falcon foi um ex-policial militar e dirigente de carnaval brasileiro. Controverso, era conhecido por supostas ligações com a milícia, bem como por ter levantado a Portela, quando se tornou vice-presidente. Foi também presidente da agremiação, patrono da Rosa de Ouro e presidente da Associação Cultural Samba é Nosso. Era casado com a porta-bandeira da Beija-Flor, Selminha Sorriso. Tinha 7 filhos e 6 netos, Marcelle, Gabriela, Falconi e Daniel, netos Davi e Maria Helena .
No dia 26 de setembro de 2016, foi assassinado próximo ao comitê da campanha de sua candidatura à vereador para a cidade do Rio de Janeiro. A polícia suspeita que o crime tenha sido executado pela milícia Escritório do Crime. 

## Biografia
Falcon tornou-se conhecido como policial em Oswaldo Cruz (bairro do Rio de Janeiro) durante as décadas de 1990 e década de 2000. Tinha fama de justiceiro, mas contra ele nunca se conseguiu provar nenhum homicídio. Gradualmente, envolveu-se com o Carnaval. Tornou-se patrono da escola de samba Rosa de Ouro, sediada no lado de Oswaldo Cruz mais ao sul da via férrea. Dono de diversos negócios na Estrada Intendente Magalhães, em 2009 esta agremiação desfilou com o enredo "Não há limite para o sonho. Quem ousa vence", que citava o "autoshopping" situado naquela estrada. A frase "Quem ousa vence", citada no refrão do meio do samba, era uma espécie de lema pessoal de Falcon.[carece de fontes?]
Em 2011, quando já ocupava a patente de sargento na PM, assumiu o cargo de diretor de carnaval da Portela, durante o mandato de Nilo Figueiredo. No entanto, após ser preso, acusado de suposta ligação com a milícia, perdeu seu cargo na escola. Foi investigado pela CPI das Milícias, mas acabou absolvido em 2013.

Ainda em 2013, articulou a chapa "Portela Verdade", em que foi candidato a vice-presidente da agremiação, com Serginho Procópio, compositor da escola, como candidato a presidente, e Monarco como candidato a presidente de honra. Por uma diferença de poucos votos, a chapa de Serginho Procópio e Falcon foi eleita. Após realizar carnavais considerados grandiosos na Portela, contratando o carnavalesco Paulo Barros, considerado um dos maiores de então, foi candidato a presidente da entidade, sendo aclamado em abril de 2016.

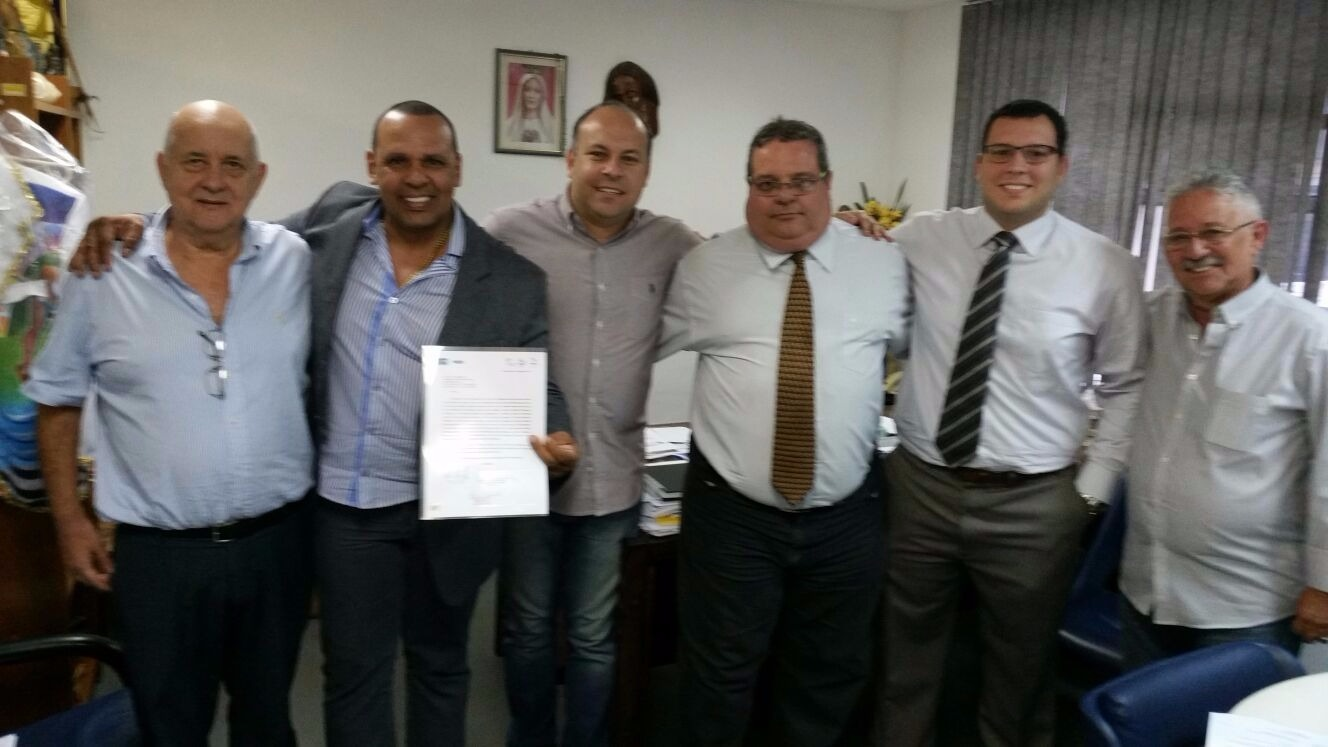
Marcos Falcon e a diretoria da Associação Cultural Samba é Nosso.

Paralelamente a seu trabalho na Portela, Falcon também se envolveu na disputa que ocorria no Carnaval da Intendente Magalhães. Após os escândalos ocorridos na Associação das Escolas de Samba da Cidade do Rio de Janeiro, durante a gestão de Moisés Correa e Sandro Avelar, quando, após o Carnaval, a Rosa de Ouro propôs ação judicial pedindo a dissolução da diretoria da liga e anulação do resultado do Carnaval, Falcon passou a defender mudanças na organização dos desfiles realizados no bairro do Campinho.
Após a intervenção da Riotur no Carnaval da Intendente em 2015, Falcon fundou a Associação Cultural Samba é Nosso. A entidade enfrentou resistência da maioria das escolas do grupo B, ligadas a Sandro Avelar e seu grupo, e portanto, organizou apenas os carnavais dos grupos C, D e E.
Após sua eleição, já com o enredo do Carnaval de 2017 definido e com a eliminatória para escolha do próximo samba em andamento, Falcon anunciou sua candidatura a vereador da Cidade do Rio de Janeiro, pelo Partido Progressista. No entanto, a menos de uma semana da eleição, Marcos Falcon foi assassinado a tiros em Madureira, próximo a seu comitê de campanha.